# مسجد جامع شی‌آن
مسجد جامع شی‌آن (به چینی: 西安大清真寺) یکی از قدیمی‌ترین مساجد کشور چین است که در شهر شی‌آن واقع در استان شاآن‌شی این کشور واقع شده‌است.
این بنا ابتدا در سلسله تانگ ساخته شد و در سلسله مینگ بازیابی شد. هم‌اکنون این مسجد مورد استفاده مسلمانان چینی (که غالباً از مردم هویی هستند) قرار می‌گیرد.
این بنا به خاطر معماری و قدمتی که دارد به یکی از جاذبه‌های گردشگری چین تبدیل شده‌است.

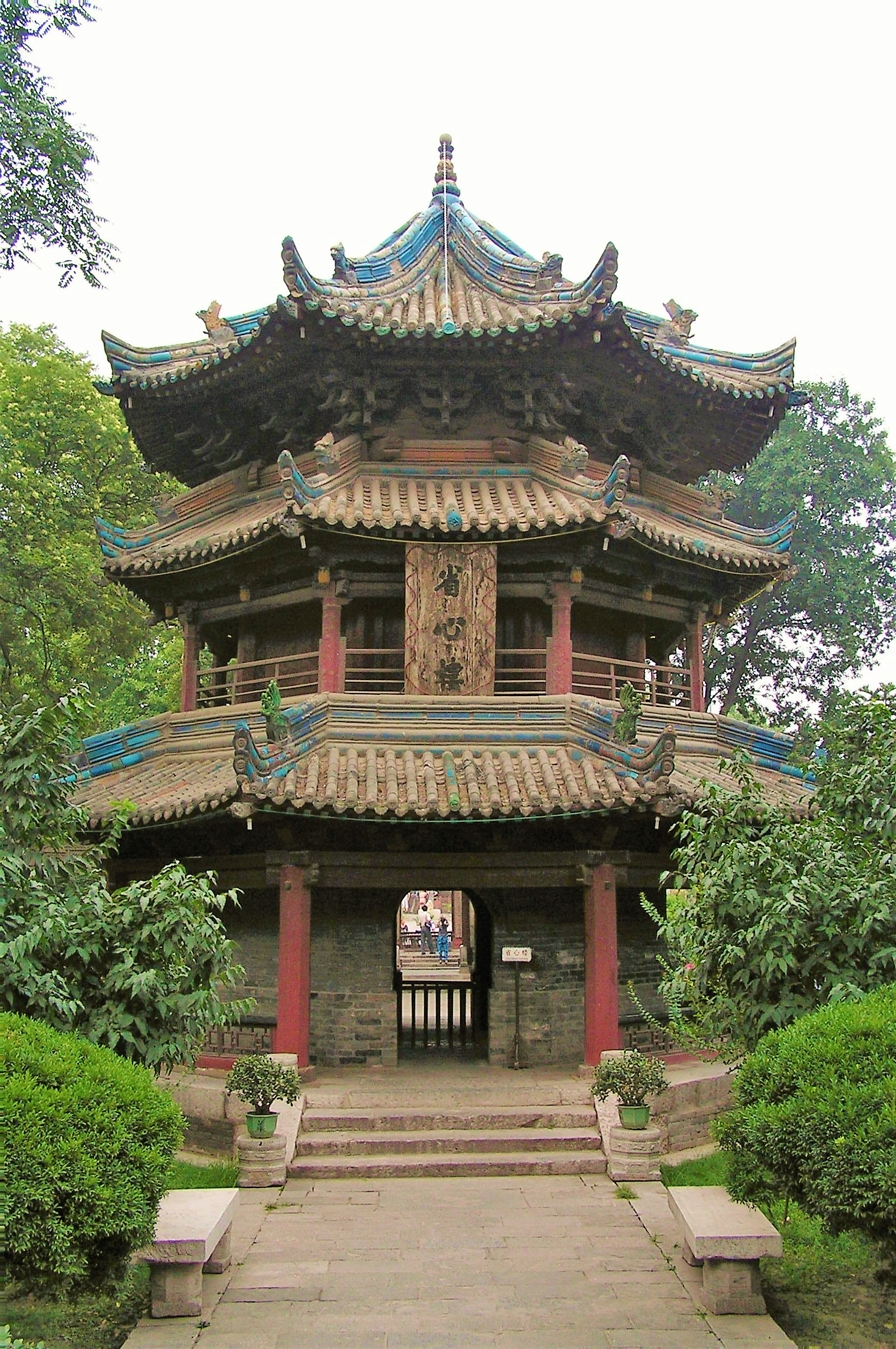
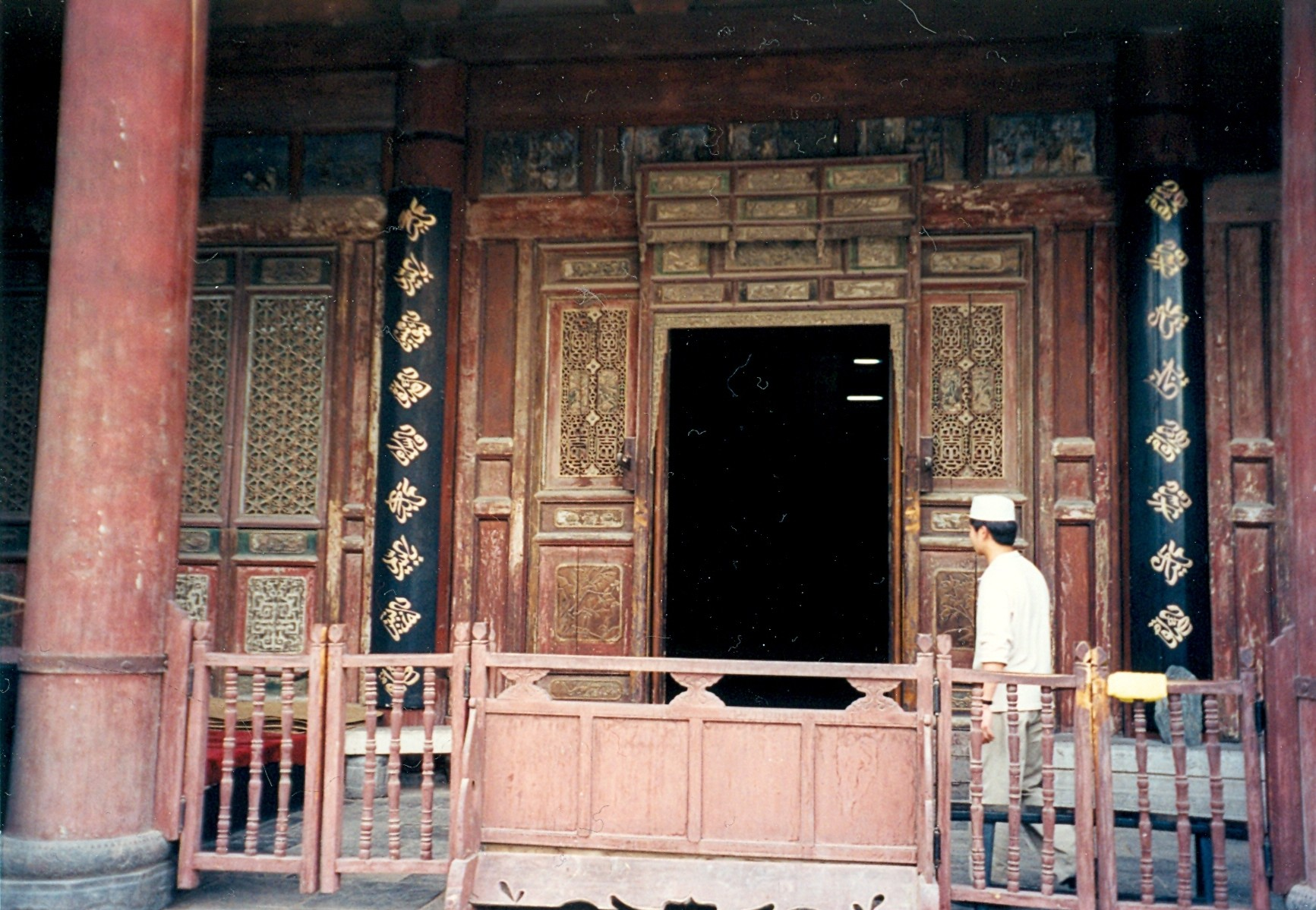
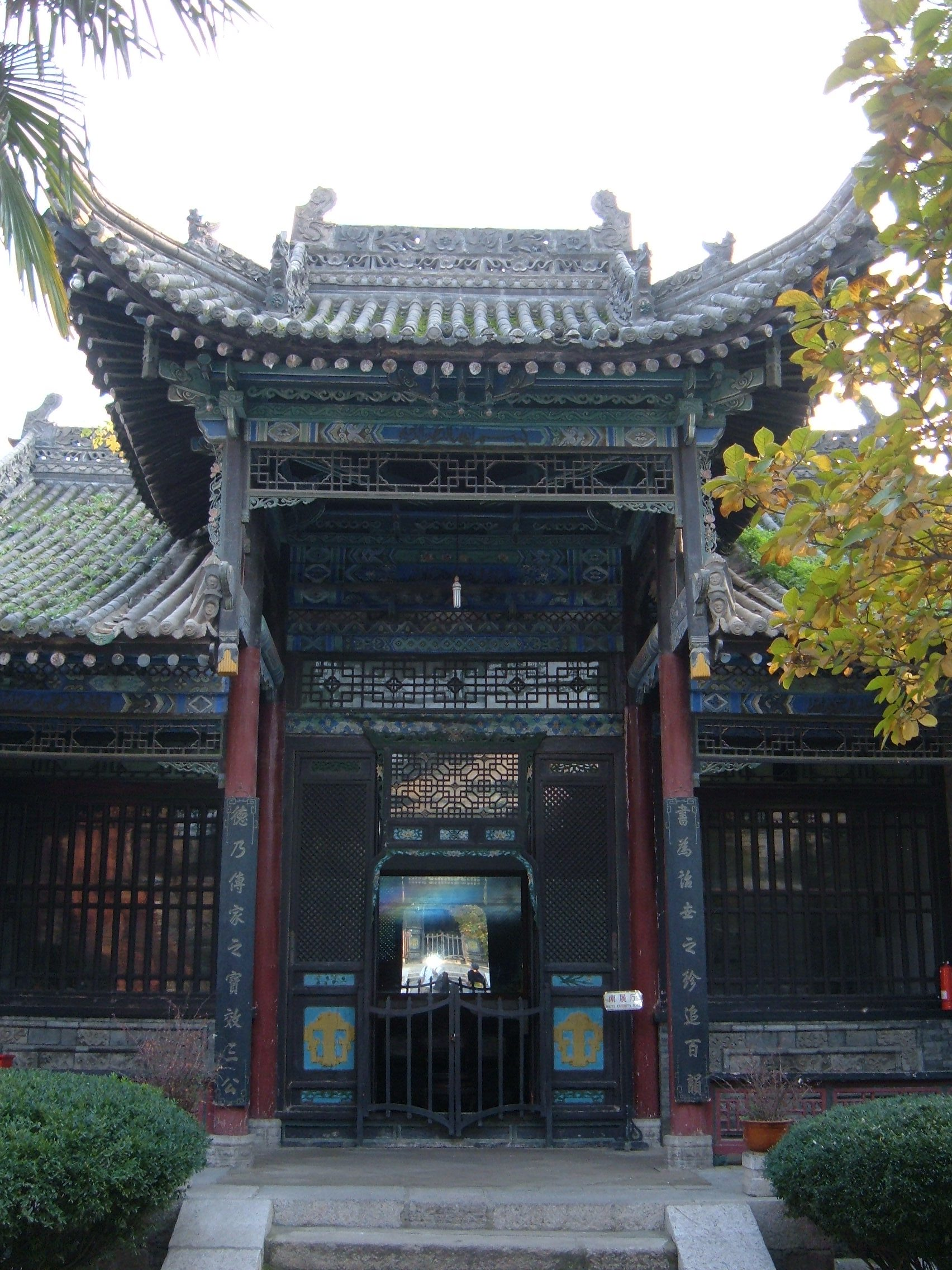